# Lahja Ishitile
Lahja Ishitile né le 21 Juillet 1997 à Outapi, est une athlète handisport namibienne qui concourt en catégorie T11. Elle est médaillée d'or du 400 mètres aux épreuves d'athlétisme aux Jeux paralympiques d'été de 2024.

## Biographie

### Vie Privée
Lahja Ishitile naît à Outapi, dans le nord de la Namibie. elle grandit à Okapanda, dans la région d'Omusati. Elle commence à perdre la vue à sept ans et est complètement aveugle à partir de onze ans. À dix ans, elle intègre l'Eluwa Special School à Ongwediva, où elle commence la course à pied.

### Carrière
En 2011, elle remporte le 100 mètres, le 200 mètres et le 400 mètres aux championnats paralympiques de Namibie à Windhoek, à l'âge de quatorze ans. L'année suivante, elle représente la Namibie aux Jeux africains de la jeunesse zone 6 où elle remporte à nouveau trois médailles.
En 2013, elle participe aux championnats handisport d'Afrique du Sud puis aux Championnats du monde d'athlétisme handisport 2013, où elle se qualifie en finale au 100 mètres et au 400 mètres,. Elle prend le bronze au 100 mètres aux Jeux du Commonwealth de 2014 dans la catégorie T11/T12.
Elle a une médaille de bronze aux Jeux africains de 2015 au 100 mètres. Elle participe aux trois distances de sprint aux Championnats du monde d'athlétisme handisport 2015.
Elle participe au 100 mètres, au 200 mètres et au 400 mètres aux Jeux paralympiques d'été de 2016.
Elle participe au 400 mètres et au 200 mètres aux Championnats du monde d'athlétisme handisport 2017, puis elle participe aux Championnats du monde d'athlétisme handisport 2019 où elle s'aligne sur ses trois courses habituelles ainsi que sur le relais 4x100 mètres et sur le saut en longueur,.
Elle participe au saut en longueur, au 400 mètres et au 200 mètres aux Jeux paralympiques d'été de 2020.
Aux Championnats du monde d'athlétisme handisport 2023, elle prend la médaille d'argent au 400 mètres en catégorie T11 avec un record africain de 57 s 18. Elle bat également le record africain du 100 mètres avec un temps de 12 s 38.
Elle est porte-drapeau de la Namibie à la cérémonie d'ouverture des Jeux paralympiques d'été de 2024,,. Elle est médaillée d'or du 400 mètres aux épreuves d'athlétisme aux Jeux paralympiques d'été de 2024 en battant le record paralympique avec un temps de 56 s 20, après avoir fait le temps le plus rapide en séries et en demi-finale,, avec sa guide Sem Shimanda.